# Гордин, Владимир Николаевич
Владимир Николаевич Гордин (ок. 1882, Смелое, Роменский уезд, Полтавская губерния — 29 января 1928, Загорск) — русский писатель, журналист.

## Биография
Из бедной мещанской еврейской семьи, сирота, жил в детстве у дальних родственников, плохо устроенных в жизни и грубо обращавшихся с ребёнком. Получил домашнее образование. В 16 лет начал жить самостоятельно.
С 1900 года служил в земских учреждениях в Полтаве, Симбирске, Казани. С 1904 года в С.-Петербурге, работал редактором, журналистом. Революционные события 1905 года отразил в книге очерков «В борьбе», которая помимо авторского текста включала в себя выступления нижегородских забастовщиков в суде; по приговору суда тираж издания был уничтожен. Некоторое время редактировал журнал либерального направления «Всемирный вестник», затем литературный журнал «Вершины».
Критически воспринял приход к власти большевиков. Рюрик Ивнев вспоминал, как Гордин «отшатнулся» от него: «Владимир Гордин, редактор журнала „Вершины“, любивший меня искренне и часто печатавший мои рассказы, подошёл ко мне недавно на лекции и сказал: „Так вот вы какой оказались? Одумайтесь, иначе погибнете!“. На что мне Сергей Есенин посоветовал: „А ты плюнь на него! Что тебе, детей с ним крестить, что ли?“».
В 1921—1922 годах сотрудник журнала «Красный балтиец». Был женат на Варваре Розановой (дочери писателя и философа Василия Розанова). С 1924 года в Сергиевом Посаде (Загорске), на Красюковке (ул. Бульварная). Драматические обстоятельства жизни и смерть Гордина в 1928 году отражены в записях Михаила Пришвина: "Все союзы Гордина кончались <тем>, что женщины попрекали его своим трудом. Наконец, явилась Варя, такая же, как и он, не рабочая. Истерзанный попреками всех женщин, он нашёл, наконец, такую, которая тоже ненавидела труд. Под конец он даже стал добывать немного для неё: достанет когда рубль, когда два. Обедали в «Коммунаре» (вдвоем 1-е блюдо). Последние 3 дня, кажется, ничего не ели. Но это было счастье. 29 Января. Вчера приехал Пяст и рассказывал о Гордине, что это действительно была артистическая натура, он редактировал одно время журнал «Вершины», в котором участвовал и Блок и другие. Как еврей, он там где-то у них добывал деньги и не всегда был на содержании женщин. Скупал мебель красного дерева, имел большую квартиру. <На полях> Такие похороны, а Таня <сестра Варвары Гординой> и этому рада: «Был добрый человек, вот его Господь и помиловал»..

## Творчество
Писал очерки, рассказы. Первые рассказы опубликовал в казанском журнале «Волжский вестник» в 1903 г. 
В Петербурге сотрудничал и публиковался во многих изданиях начала века. 
М. Кузмин характеризовал авторский стиль в книге «Одинокие люди»:
«Тут все должно приводить читателя в трепетные настроения то ужаса, то жалости, то поэзии, то глубокомыслия, но достигается совершенно неожиданный результат. Можно навеки возненавидеть всяческие настроения, любой импрессионизм, прочитав этот ряд рассказов, где захватанные сюжеты трактуются несноснейшей манерой. „Многозвучный город тяжело дышал. Он кричал и пел. Во всю длину улиц ложился трубный рев… Вечер был унизан высокими белыми колышащимися огнями. Сверху шелъ тихий звон чёрного колокола. Последние слова печатали ясные оттиски в пространстве стеклянного домика. Голос развернул траурную ленту и грозно, неумолимо напоминал, о чём каждый сам должен был думать. На горизонте загорелось небо. Кричало железо“. И так без конца. Недурно напомнить давно известную истину, что только гениям дается право не всегда иметь хороший вкус. Но дурной тон, думается, запрещен и гениям».

## Сочинения
- Наброски пером. — Казань: Тип. В. М. Ключникова, 1904. — 36 с.
- В борьбе: Маленькие рассказы. В. 1-2. — СПб.: [б. и.], 19--.
- Звездный путь. — СПб.: журн. «Всемир. вестн.», 1908. — 126 с.
- Одинокие люди. — СПб.: Т-во худож. печати, 1910. — 192 с.
- Угасающий город. — Пб.: Гос. изд-во, 1921. — 8 с.